# Viale Monza

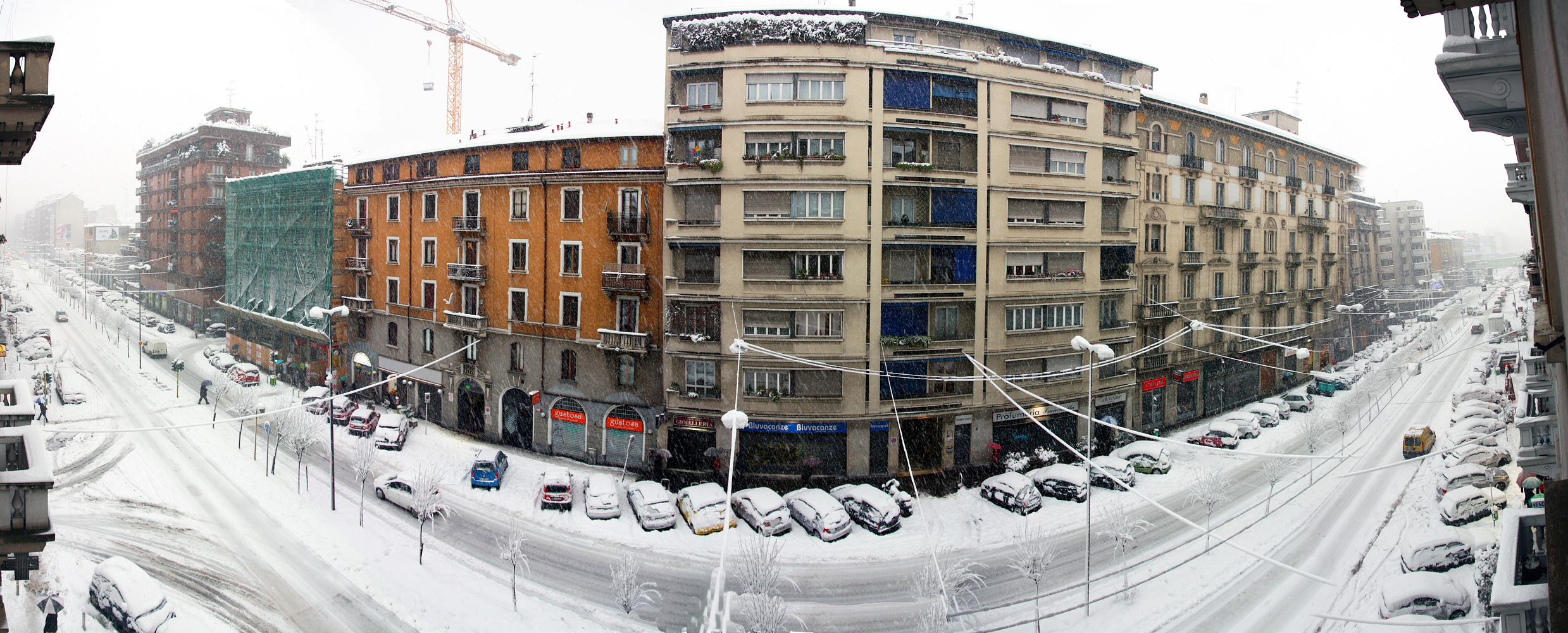
Viale Monza

Viale Monza – główna ulica Mediolanu.
Rozpoczyna się na Piazzale Loreto i w kierunku północnym przechodzi przez dzielnice Turro, Gorla i Precotto, a kończy się na granicy miasta Sesto San Giovanni, gdzie jest kontynuowana jako viale Ercole Marelli do Monzy.